# Samsung Galaxy Note II
De Samsung Galaxy Note II is een phablet van de Zuid-Koreaanse fabrikant Samsung en werd voor het eerst aangekondigd op 29 augustus 2012. Het toestel is de opvolger van de Samsung Galaxy Note, de eerste populaire phablet. Op 2 november 2012 werd bekend dat de Note II binnen een maand 3 miljoen keer verkocht was.
De Galaxy Note II heeft een beeldscherm van 14,1 cm met een resolutie van 720 x 1280 pixels. De phablet maakt gebruik van Googles mobiele besturingssysteem Android 4.1 met Samsungs eigen gebruikersinterface TouchWiz.
Net zoals de originele Galaxy Note is een van de belangrijkste kenmerken van het toestel de bijbehorende 'S-Pen', waarmee dingen op het scherm geselecteerd kunnen worden en een deel van een pagina geknipt en gekopieerd kan worden. Vervolgens kan deze selectie geplakt en bewerkt worden via een speciaal bijgeleverd bewerkingsprogramma.